# ماركوس راميريز
ماركوس راميريز (بالإسبانية: Marcos Ramírez)‏ (25 أبريل 1983 في الأرجنتين - ) هو لاعب كرة قدم أرجنتيني في مركز الدفاع. لعب مع إنديبندينتي وتشاكاريتا جيونيورز وجيمناسيا لابلاتا وديفنسا خوستيكا وغودوي كروز.

## وصلات خارجية
- ماركوس راميريز على موقع قاعدة بيانات كرة القدم.إي يو (الإنجليزية)